# Formigueiro-do-litoral
O formigueiro-do-litoral ou  formigueiro-da-restinga (nome científico:Formicivora littoralis) é uma espécie de ave da família Thamnophilidae que é endêmica das restingas de um pequeno trecho da Mata Atlântica na Região dos Lagos, no Estado do Rio de Janeiro. Inicialmente restrita às restingas entre a praia do Peró (Cabo Frio) e Saquarema, estudos posteriores ampliaram sua distribuição geográfica.
Por viver somente nesse trecho do Brasil, e em nenhum outro lugar do mundo, encontra-se em perigo de extinção. A principal ameaça é a destruição de habitat porque a área de restinga em que o formigueiro-do-litoral vive tem sido destruída para a construção de condomínios fechados e outras atividades de especulação imobiliária na Região do Lagos.
O reconhecimento de F. littoralis como uma espécie válida é disputado, sendo considerada atualmente como uma subespécie de Formicivora serrana.